# Apiaceae
Le Apiaceae o  Umbelliferae (nomen conservandum), in lingua corrente Ombrellifere, sono una famiglia di piante dicotiledoni che comprende circa 3000 specie suddivise in oltre 400 generi presenti in tutte le zone temperate del mondo.
È una famiglia relativamente omogenea, caratterizzata da una infiorescenza tipica, l'ombrella.

## Descrizione
Le Apiaceae (dal latino apium, sedano) sono delle piante erbacee generalmente annuali, talvolta biennali o perenni. La famiglia conta anche degli alberi ed arbusti.
Il gambo è spesso cavo, e porta all'esterno dei solchi nel senso della lunghezza.
Le foglie sono alterne, senza stipole, e spesso composte da foglioline finemente traforate, ma alcune specie (es. Bupleurum rotundifolium) hanno, come eccezione, foglie intere. Spesso i piccioli sono allargati alla loro base, inguainando il gambo.

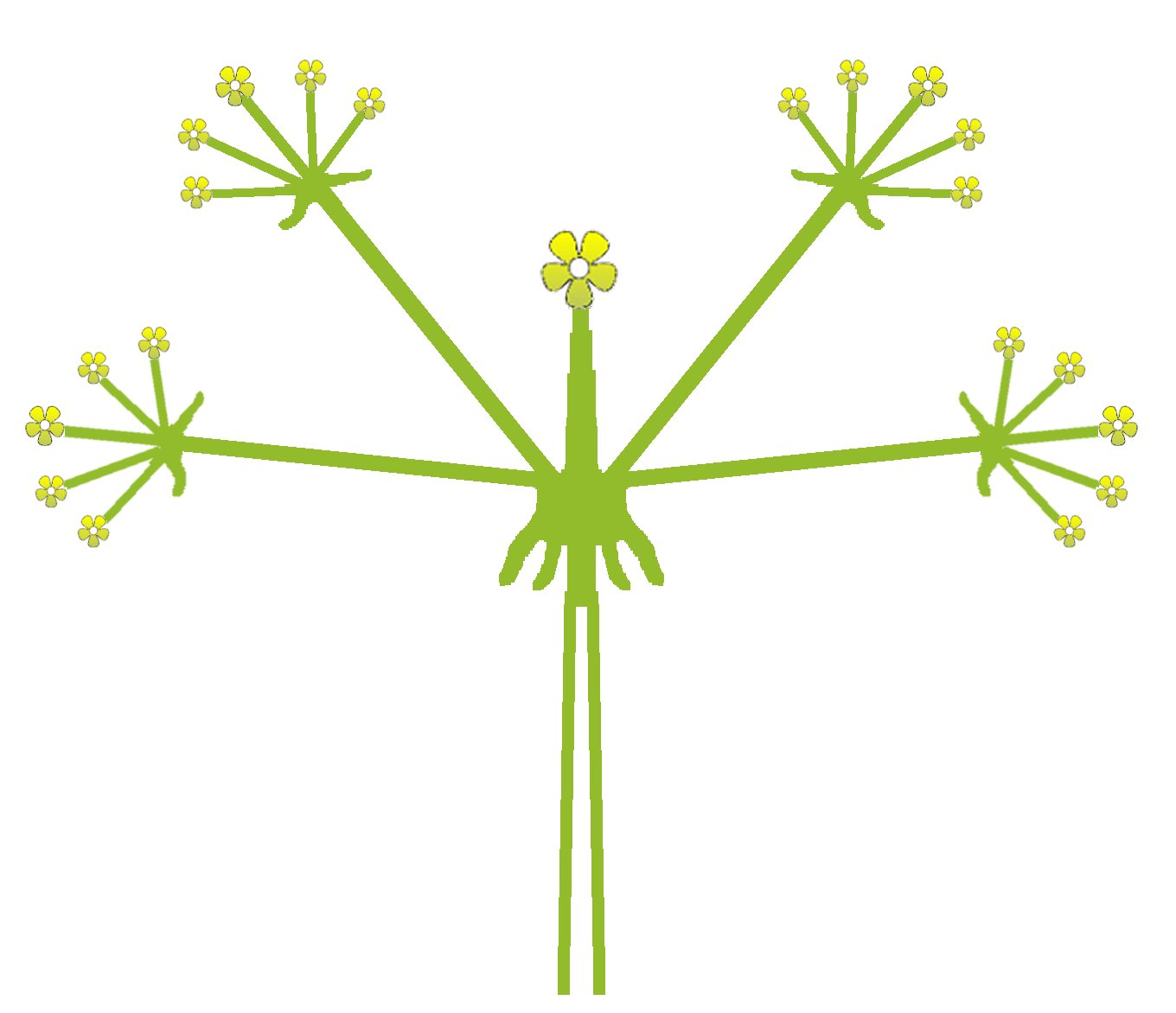
Ombrella composta

L'infiorescenza tipica delle Apiaceae, giustamente chiamate ombrellifere, è l'ombrella che può essere semplice o composta di ombrelluli. Le ombrelle sono spesso munite alla base di un involucro formato di brattee.
I fiori, piccoli, pentameri, a simmetria raggiata, sono spesso bianchi o giallastri, talvolta rossastri come il fiore centrale dell'ombrella di carota. Sono costituiti quindi da 5 petali e 5 sepali ridotti, l'androceo è formato da 5 stami, l'ovario è infero formato da due carpelli. L'ovario porta due stili che si allargano alla base in un disco nettarifero.
Talvolta, i fiori periferici dell'ombrella sono irregolari, coi petali esterni nettamente più grandi, e contribuiscono a fare dell'ombrella un "simil-fiore".
I frutti, secchi, sono dei diacheni che si scindono in due a maturità, ogni parte contenente un seme. Sono molto diversificati nelle loro forme esterne: si può avere presenza di uncini o di spine, di protuberanze o di peli, talvolta di ali e sono importanti da osservare per la determinazione delle specie.

## Distribuzione e habitat
La famiglia delle Apiacee ha una distribuzione cosmopolita essendo presente in tutti i continenti eccetto l'Antartide, ma soprattutto nelle regioni temperate, specialmente del Vecchio mondo.

## Tassonomia
La famiglia viene suddivisa in 4 sottofamiglie: Apioideae, Azorelloideae, Mackinlayoideae e Saniculoideae, che raggruppano circa 3000 specie in oltre 400 generi.
Fu la prima famiglia di piante floreali ad essere riconosciuta dai botanici, verso la fine del XVI secolo, e il primo gruppo di piante ad essere soggetto di uno studio sistematico di classificazione nel 1672 ad opera di Robert Morison.

### Alcune specie

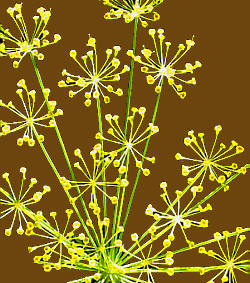
Anethum graveolens
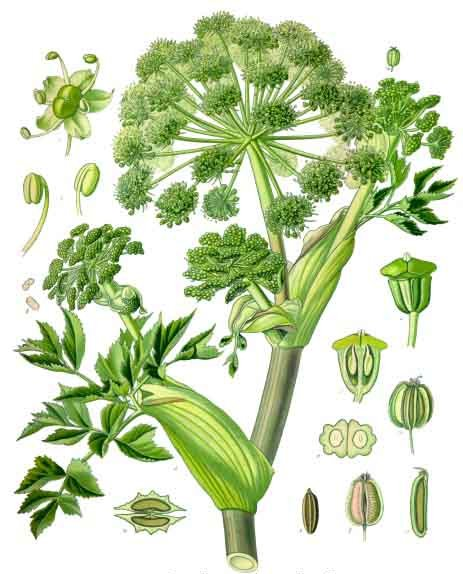
Angelica archangelica
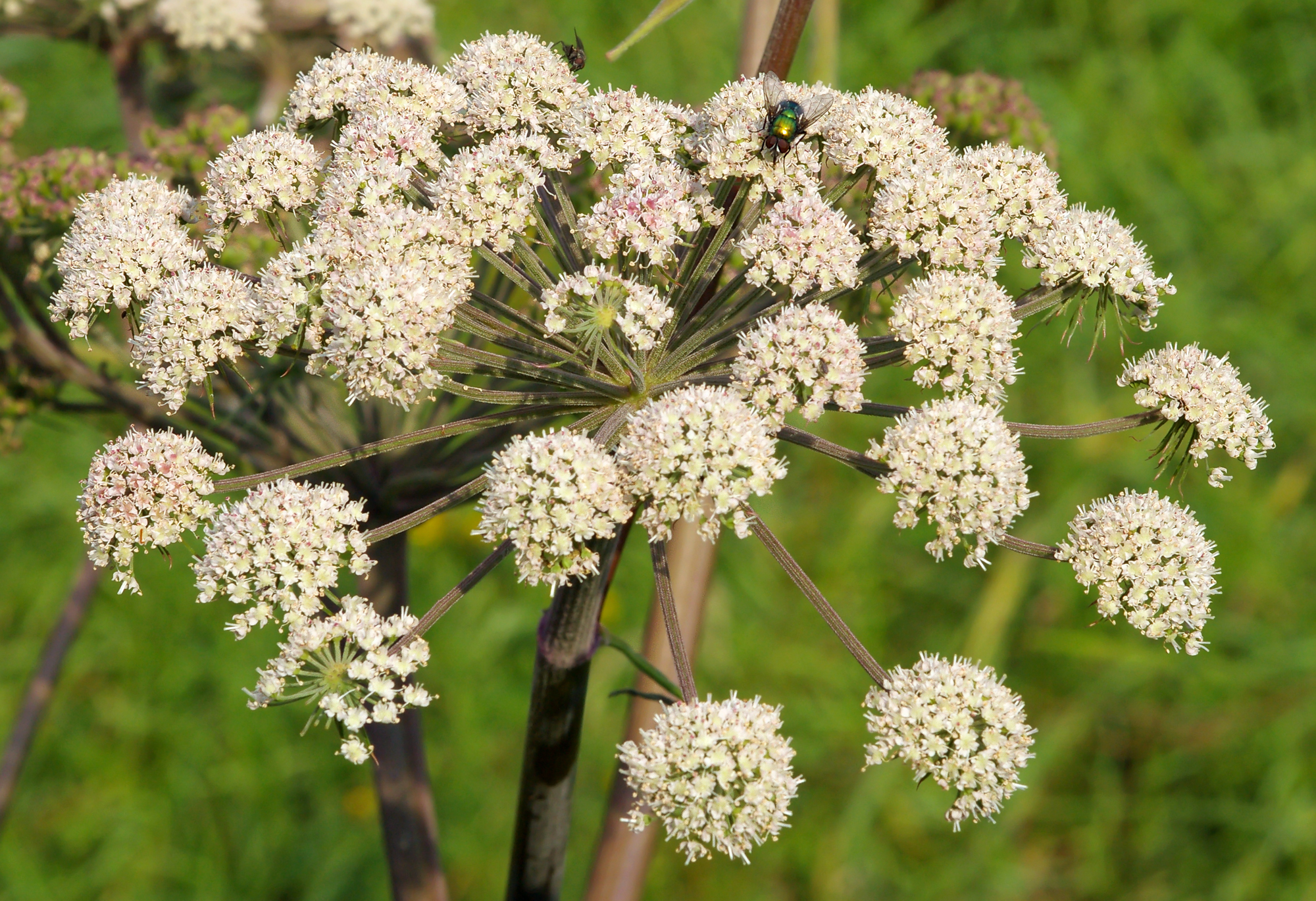
Angelica sylvestris
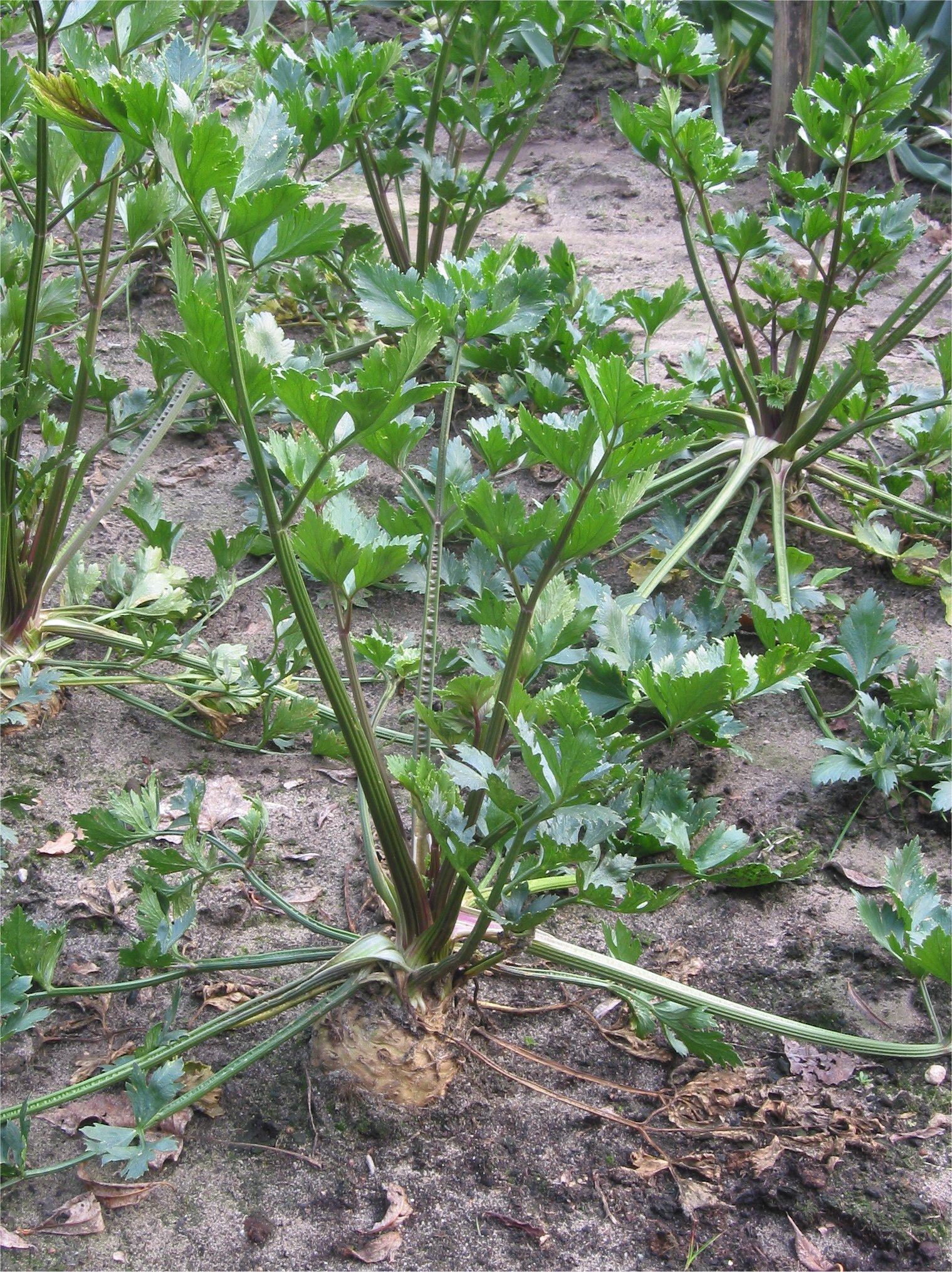
Apium graveolens
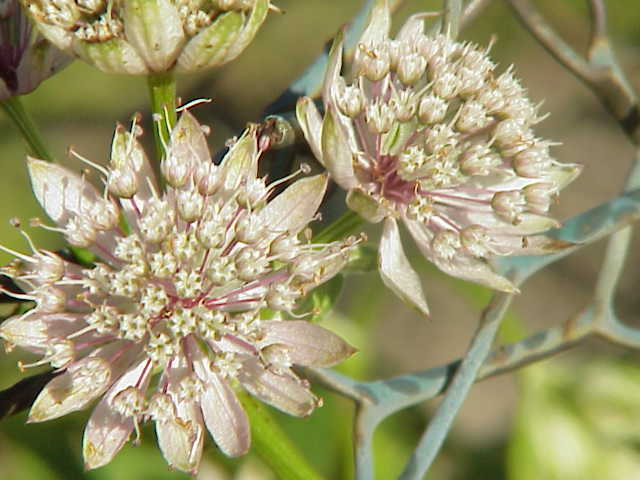
Astrantia major
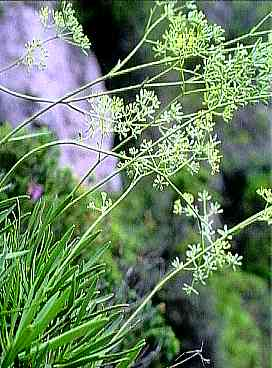
Bupleurum dianthifolium
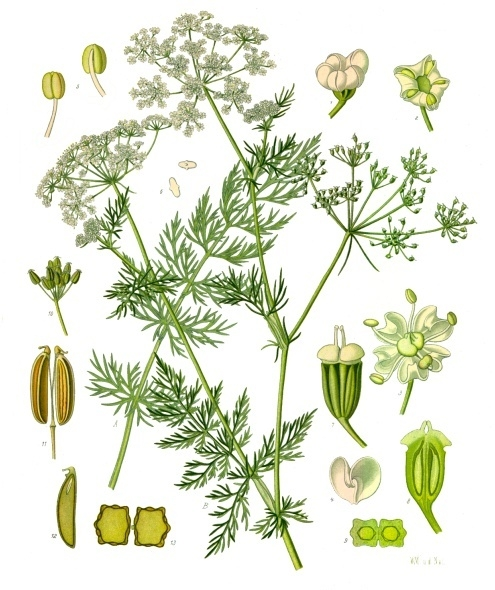
Carum carvi
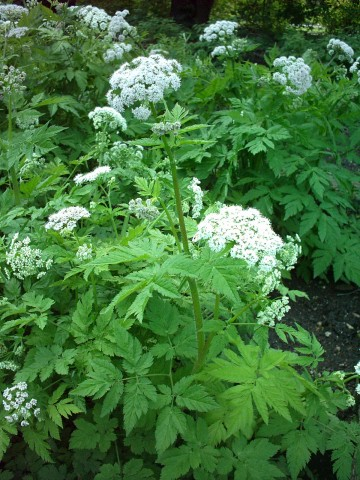
Chaerophyllum hirsutum
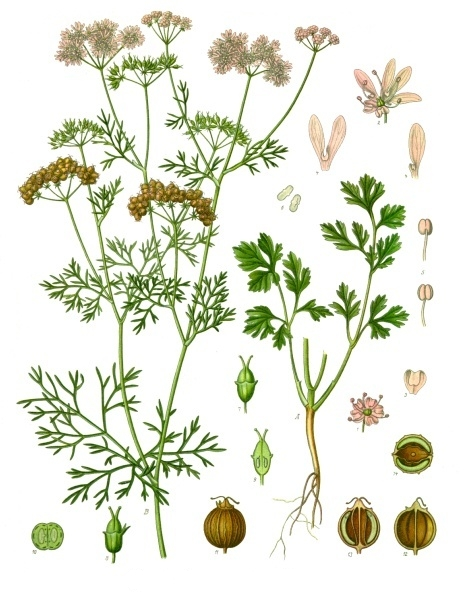
Coriandrum sativum
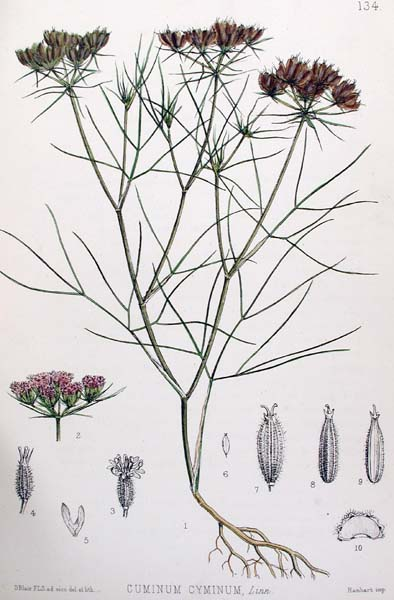
Cuminum cyminum
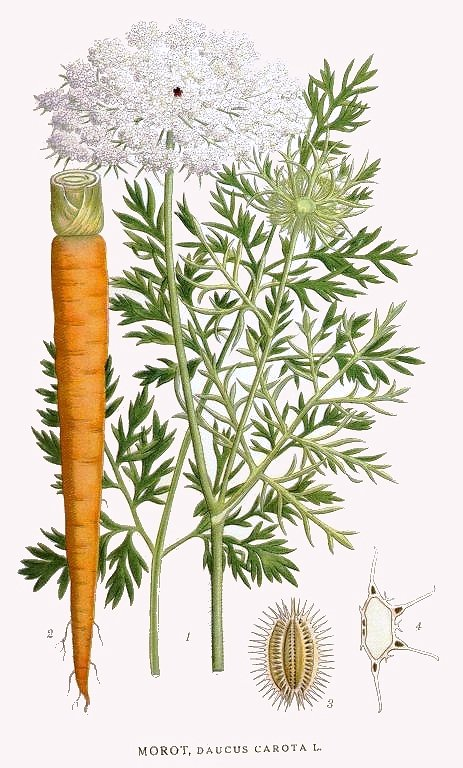
Daucus carota
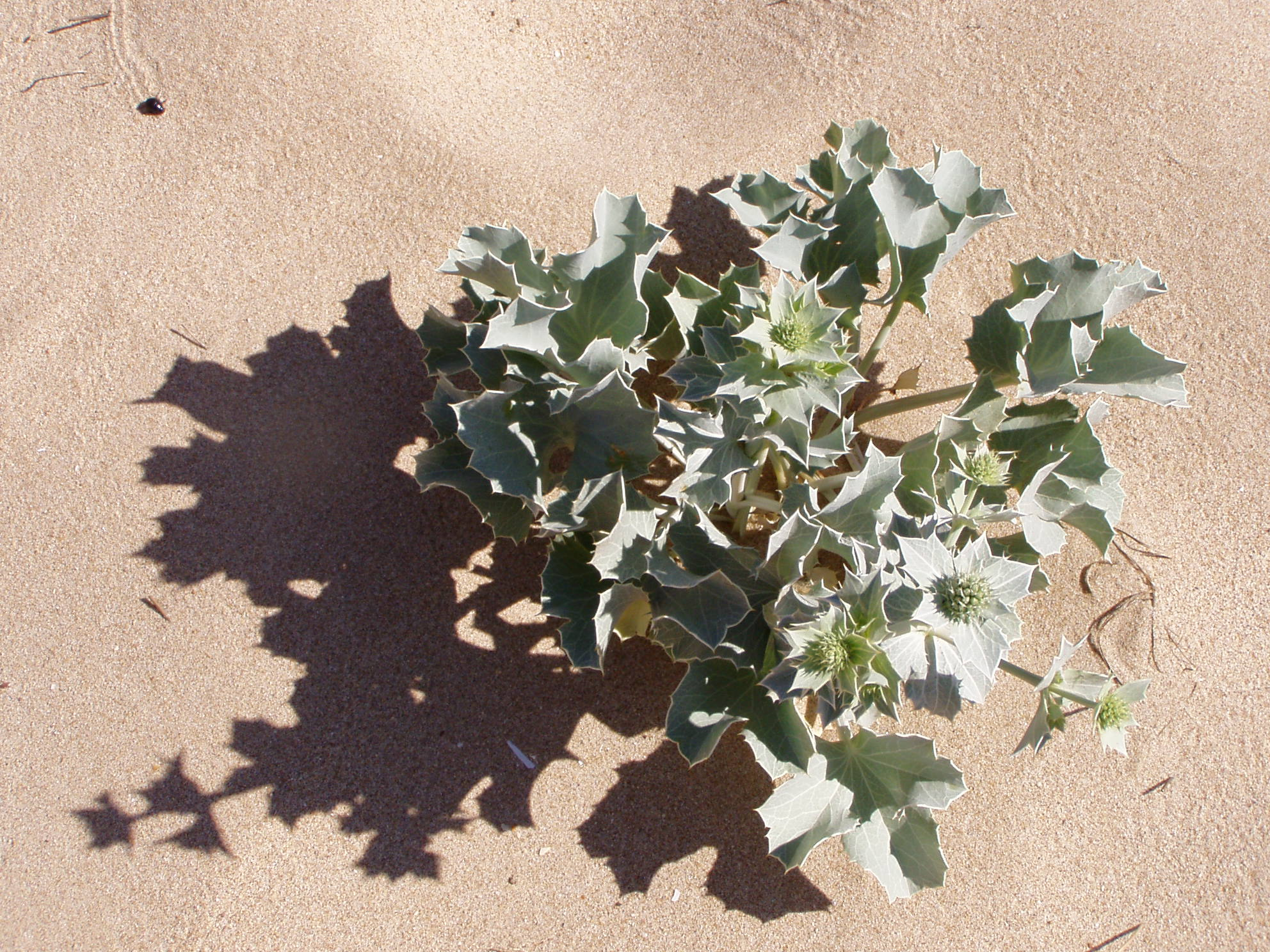
Eryngium maritimum
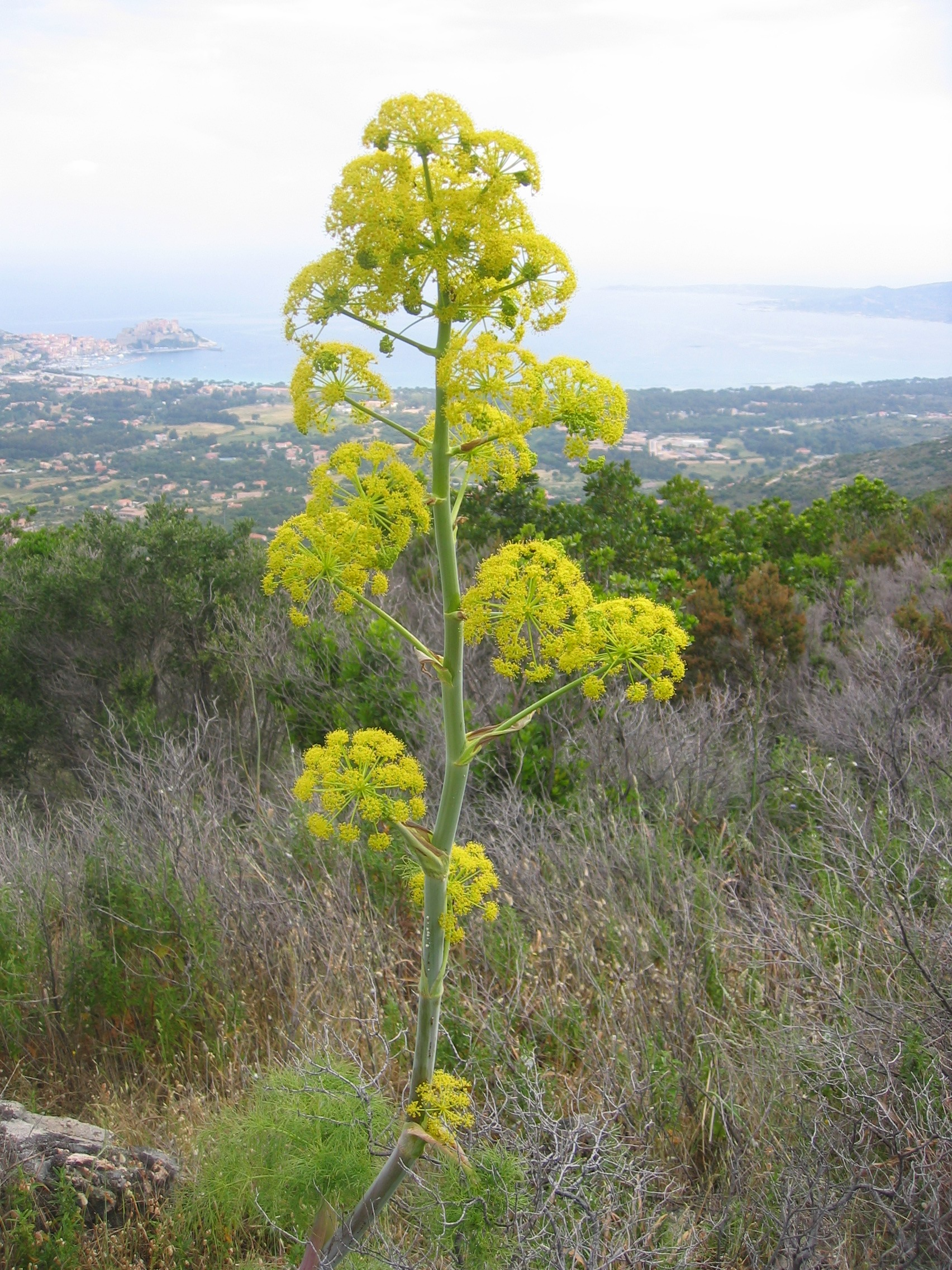
Ferula communis
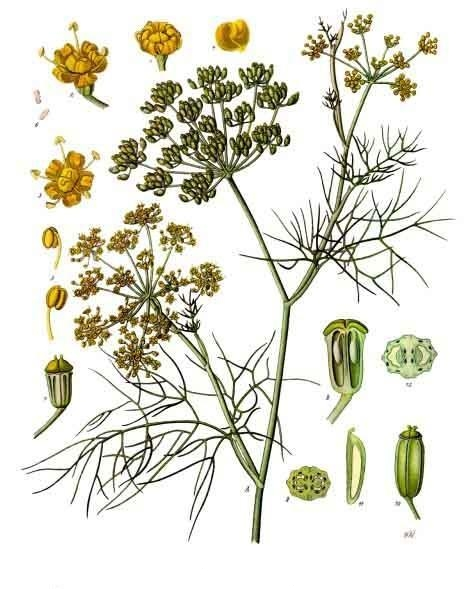
Foeniculum vulgare
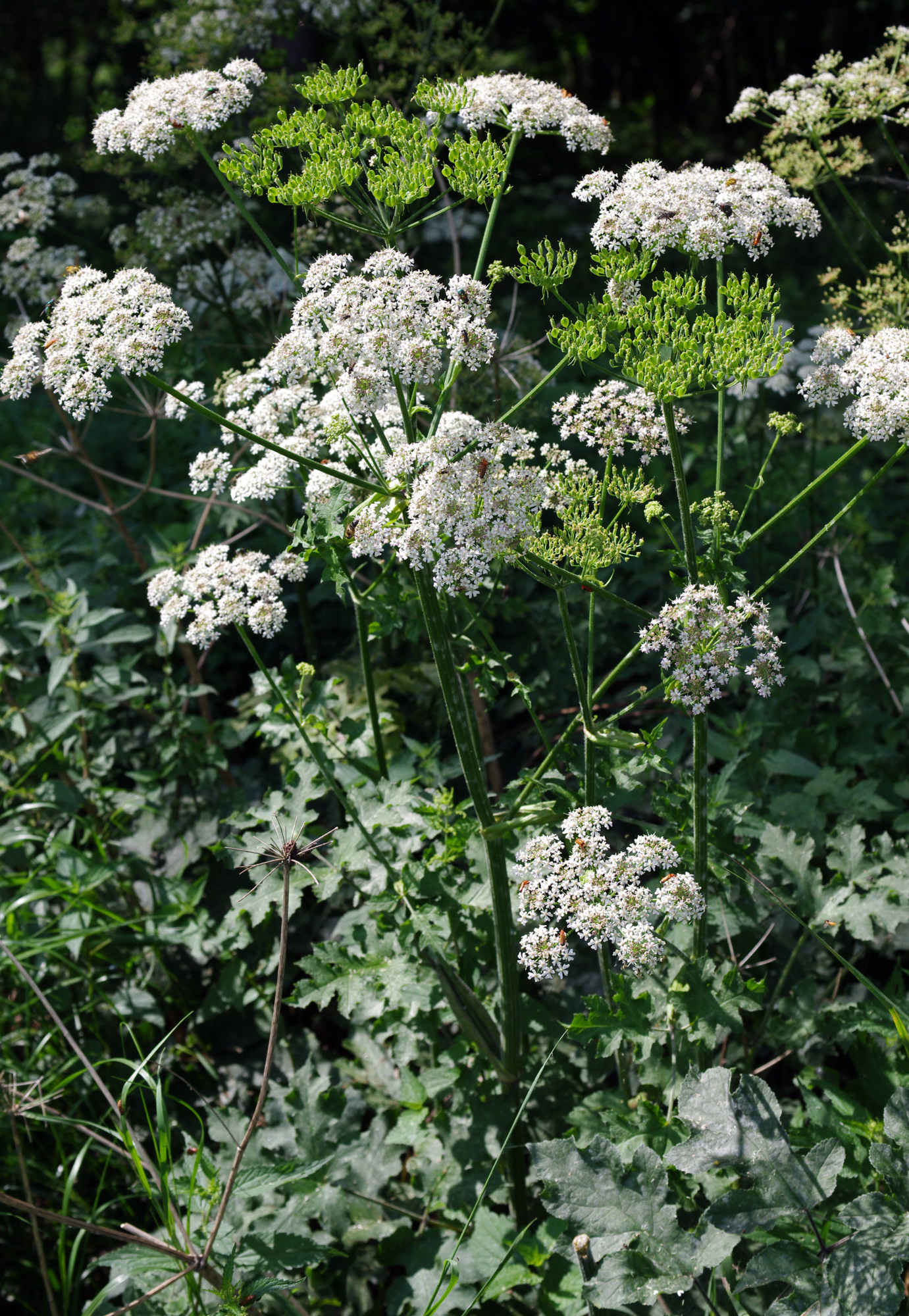
Heracleum sphondylium
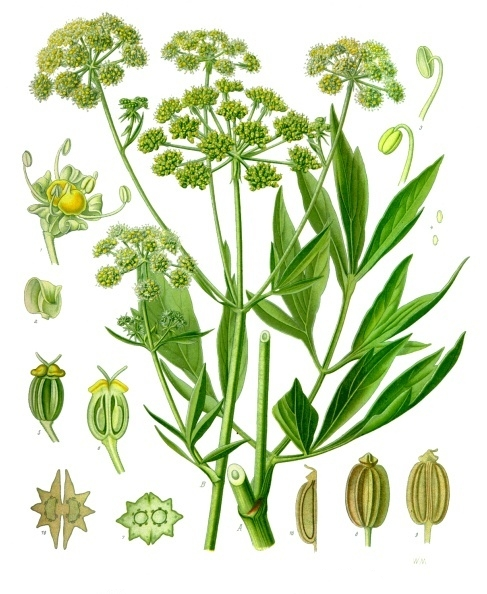
Levisticum officinale
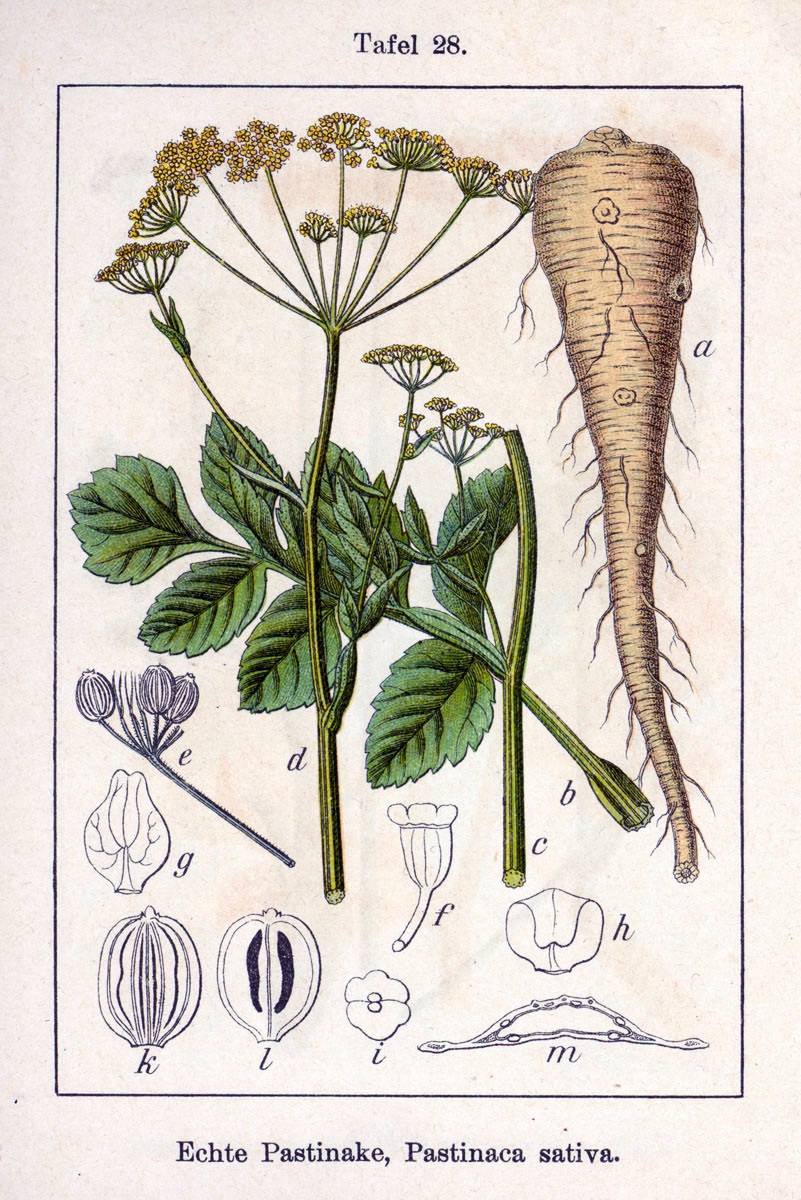
Pastinaca sativa
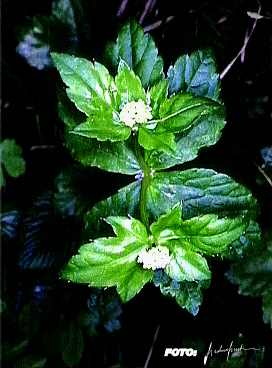
Petagnaea gussonei
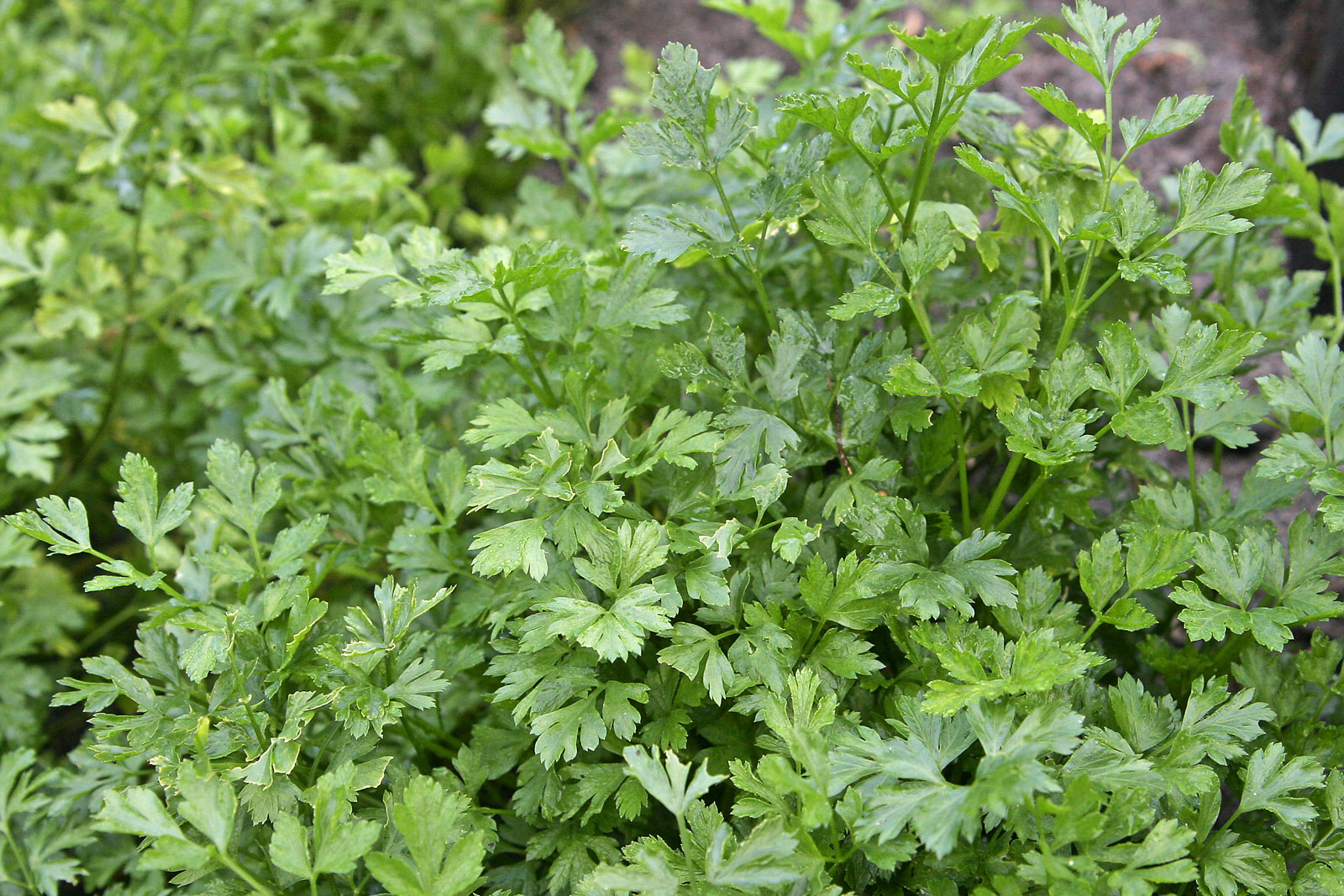
Petroselinum crispum
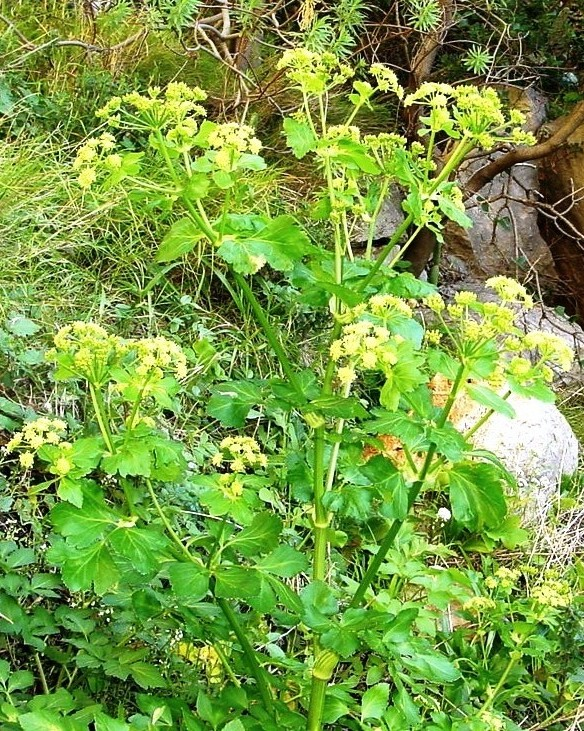
Smyrnium olusatrum
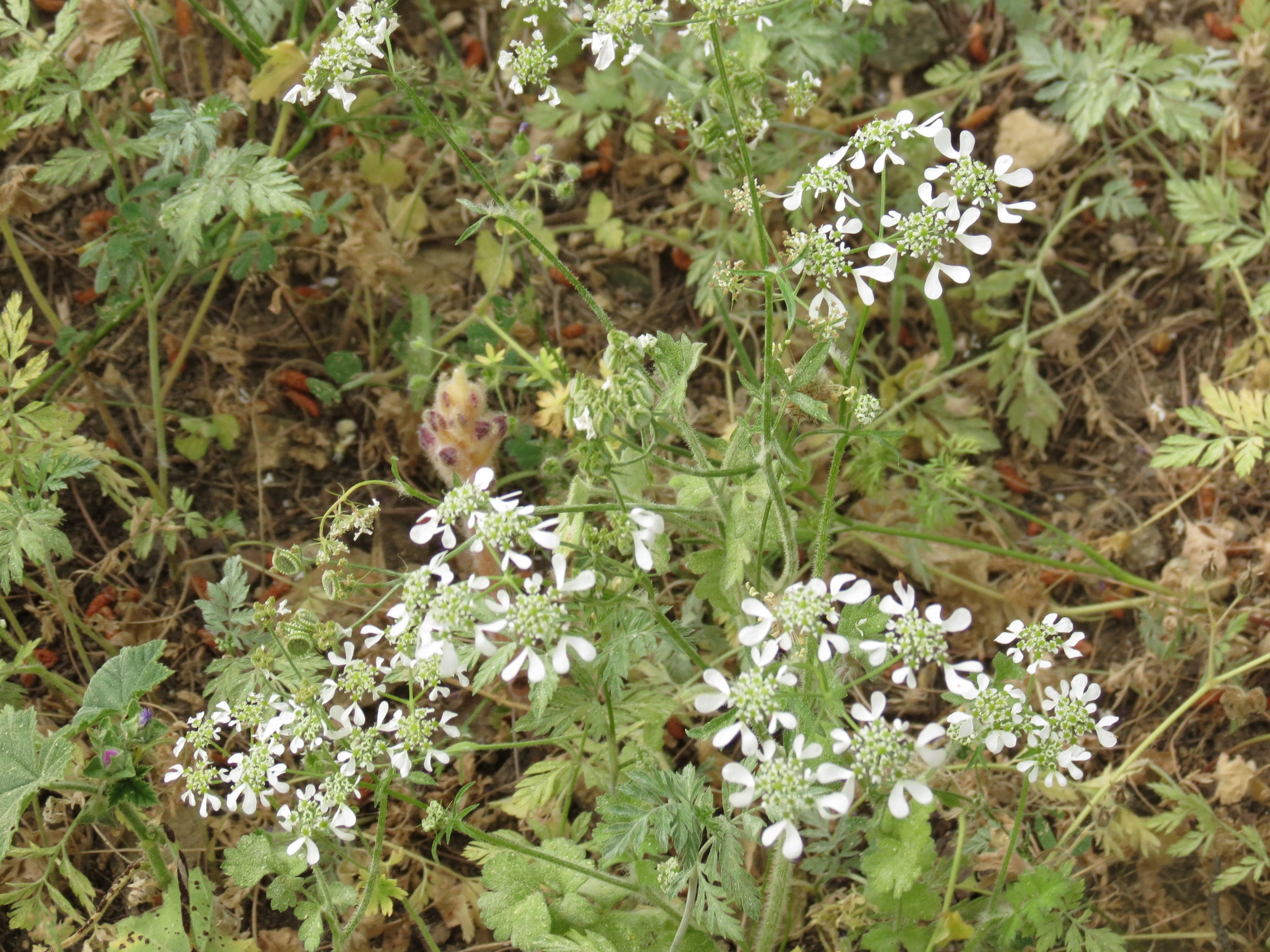
Tordylium apulum
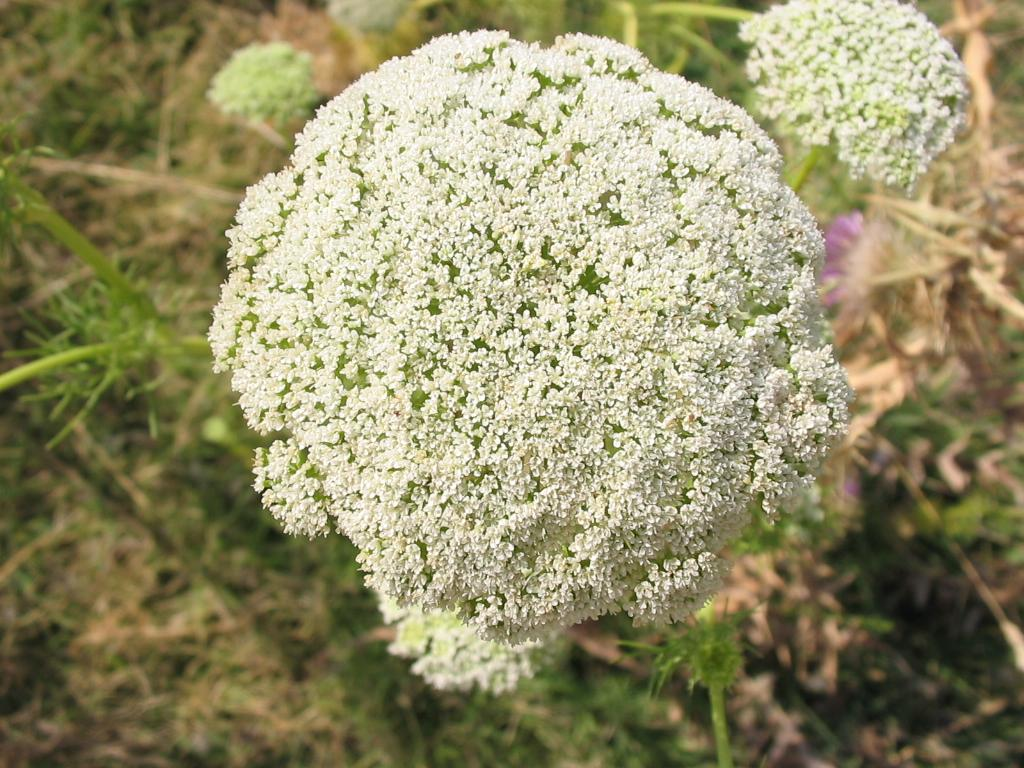
Visnaga daucoides

## Usi

### Usi alimentari
- Specie eduli
  - Daucus carota, la carota
  - Pastinaca sativa, la pastinaca
  - Apium graveolens, il sedano
  - Foeniculum vulgare, il finocchio
- Condimenti e spezie
  - Anthriscus cerefolium, il cerfoglio
  - Petroselinum crispum, il prezzemolo
  - Cuminum cyminum, il cumino
  - Ferula assa-foetida, l'assafetida

### Usi terapeutici
- Piante medicinali
  - Foeniculum vulgare, il finocchio
  - Anethum graveolens, l'aneto
  - Visnaga daucoides, la visnaga

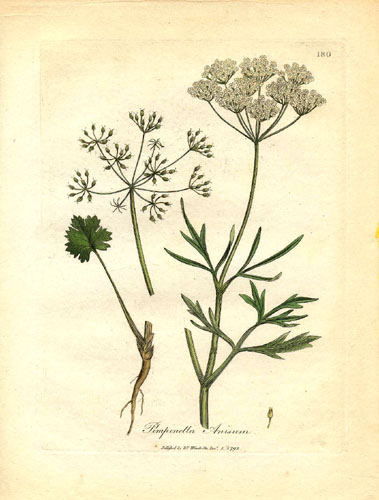
Anice (Pimpinella anisum)
da Medical botany di William Woodville. Londra, James Phillips, 1793

  - Meum athamanticum, il finocchiello, il meo
- Piante tossiche
  - Conium maculatum, la grande cicuta,
  - Cicuta virosa, la piccola cicuta.
  - Ferula communis,  il finocchiaccio o ferla

L'iperpigmentazione provocata dall'applicazione di certe Rutaceae e Apiaceae ricche in furanocumarine è stata utilizzata dagli egiziani, dalla medicina ayurvedica e da Dioscoride per trattare la psoriasi, la vitiligine e altre malattie dermatologiche. La medicina contemporanea ha ripreso queste vecchie pratiche per trattare le stesse malattie.
Questa fotochemioterapia (terapia PUVA) consiste nell'ingestione da parte del paziente di una dose di circa 0,6 mg/kg di xantotossine; il paziente viene poi sottoposto ad un'esposizione controllata di raggi UV lunghi, 320-380 nm, (Béani, 1991).
Questa pratica non è senza rischio e può essere causa di cancerogenesi, in seguito alla fotosensibilizzazione di queste furanocumarine in caso di esposizione solare (Lindelöf ed al., 1991).
La presenza di queste furanocumarine nell'olio essenziale di Citrus aurantium L. ssp. bergamia Engler, ha spinto l'Unione europea, nel giugno 1995, a vietare la commercializzazione delle preparazioni destinate ad accelerare l'abbronzatura in cui il tenore di bergaptene superava lo 0,2%. (Folléa, 1995; Bruneton, 2001)